# Acanthopsyche zelleri
Acanthopsyche zelleri is een vlinder uit de familie zakjesdragers (Psychidae). De wetenschappelijke naam van deze soort is voor het eerst geldig gepubliceerd in 1855 door Mann.
De soort komt voor in Europa.